# San Esteban de Guarga
San Esteban de Guarga (en aragonés Sant Isteban de Guarga) es una localidad española perteneciente al municipio de Sabiñánigo, en la comarca del Alto Gállego, provincia de Huesca, Aragón.

## Geografía
Se enclava en el valle del río Guarga, zona que es también conocida como la Guarguera.

## Demografía

### Localidad
Datos demográficos de la localidad de San Esteban de Guarga desde 1900:
| --                    | -- | 19 | 17 | 22 | 15 | 7 | -- | 0 | 3 | 3 | 5 | 4 |
| (Fuente: IAEST e INE) |    |    |    |    |    |   |    |   |   |   |   |   |

- Aparece en el Nomenclátor a partir del año 1920.
- Datos referidos a la población de derecho.

### Antiguo municipio
Datos demográficos del municipio de San Esteban de Guarga desde 1842:
| 31            | -- | -- | -- | -- | -- | -- | -- | -- |
| (Fuente: INE) |    |    |    |    |    |    |    |    |

- En el censo de 1842 se denominaba San Esteban de Jaca.
- Entre el censo de 1857 y el anterior, este municipio desaparece porque se integra en el municipio de Ordovés y Alavés.
- Datos referidos a la población de derecho, excepto en los censos de 1857 y 1860 que se refieren a la población de hecho.